# Ivan Štern
Ivan Štern (* 16. září 1949) je český politik, informatik, pedagog, publicista a redaktor.

## Biografie
V Praze maturoval a vystudoval VŠE Praha (1967–1973). Po absolvování základní vojenské služby (1975–1977) pracoval jako programátor do roku 1989, s výjimkou tří let, kdy učil na střední ekonomické škole (1979–1982). Po Sametové revoluci nastoupil jako náměstek pro privatizaci na Ministerstvo obchodu a cestovního ruchu ČR (1989–1990). Působil na Ministerstvu spravedlnosti jako poradce ministra (1992–1996) také jako ekonomický náměstek ministra (1997–1998). Přešel k Vězeňské službě ČR kde byl ekonomickým náměstkem (1998–2000). Od roku 2000 se věnuje publicistice v Českém rozhlase 6. Byl šéfredaktorem (2001–2006). Pro ČRo Plus vytvářel autorský pořad Lidé pera. Spolupracuje se stanicí Vltava. Pravidelně píše pro pořad Názory a argumenty. Je redaktorem týdeníku Přítomnost.